# Rudolf Kippenhahn
Rudolf Kippenhahn (Pernink, Tchecoslováquia, 24 de maio de 1926 – Göttingen, 15 de novembro de 2020) foi um astrofísico alemão.

## Obras

### Livros técnicos
- R. Kippenhahn, A. Weigert, Stellar Structure and Evolution (Springer-Verlag, Berlin, 1990). ISBN 3540580131, ISBN 0387580131, ADS
- C. Moellenhoff, R. Kippenhahn, Elementare Plasmaphysik (Bibliographisches Institut, Mannheim, 1975). ISBN 341101489X, ADS

### Ciência popular
- Verschlüsselte Botschaften: Geheimschrift, Enigma und digitale Codes, 2012
- Kosmologie: Basics, 2011
- Eins, zwei, drei...unendlich, 2007
- Kippenhahns Sternstunden, 2006
- Kosmologie für die Westentasche, 2003
- Das Geheimnis des großen Bären, 2003
- Streng geheim!, 2002
- Amor und der Abstand zur Sonne, 2001
- Schwarze Sonne, roter Mond, 1999
- Verschlüsselte Botschaften, 1997
- Atom, 1994
- Abenteuer Weltall, 1991
- Der Stern, von dem wir leben, 1990
- Unheimliche Welten, 1987
- Licht vom Rande der Welt, 1984
- 100 Milliarden Sonnen, 1980